# 尾形純
尾形 純（おがた じゅん、1962年 - ）は、東京都大田区出身の日本の画家、抽象画家。雅号を用い「尾形仮山」と記す事もある。祖父は伝統工芸の水戸の彫金家である大津陽信。

## 経歴
東京都大井で育つ。両親・兄の4人家族の次男。彫金家の祖父の影響から幼少より絵を描くことを好んだ。芝公園の正則高等学校を卒業後、1991年武蔵野美術大学短期大学部を卒業、和光大学人文学部芸術学科卒業を経て、東京藝術大学大学院美術研究科を修了。大学院の研究室では、坂本一道教授の研究室にて西洋の伝統的な絵画技法を研究。大学〜大学院時代より東京中野にある絵画保存研究所で勤務、絵画修復の実務にあたる。大学院修了後、和光大学で非常勤講師として教鞭を執る。洋画の技法、状態の観察と修復技術についての授業を約十年に渡って務めた。大学での在任中、文化庁の在外派遣研修によりニューヨークへ留学。Rustin Levenson Art Conservation Associates（現 Art Care Coservation）にインターンとして所属。絵画や壁画の技法、保存や修復の技術についてのさまざまな実務と研究に携わり、ニューヨーク大学美術学部コンサベーションセンターでの講義にも参加している。スタジオでの実務と、ニューヨーク市内の施設での作業にも従事し、ハーレム地区ではStudio Museum in Harlemにおいて黒人の文化芸術を学び、展覧会のための修復作業や、現場での作業も経験した。同じくハーレム (ニューヨーク市）にある歴史的な劇場、Heckscher Theatre内の壁画の修復事業にも参加した。ニューヨークでの経験は帰国後から始まる作品の発表活動や事業の礎となった。
1998年に帰国し、主に国内のギャラリーで個展を軸とした発表活動を開始。作品は当初ニューヨークのハーレムで見続けたローカルなトライバルアートなどの影響も受け、プリミティブでミニマルな形象をヒントに、モノクロによる絵画表現を試みたが、やがて自身のナショナリティへと向き合い「茶の湯」や「日本庭園」から着想し、大量の水を使った色材によって古色、伝統色などから独自の色彩表現を追求、古来より日本の生活空間に存在してきた襖絵や軸、屏風に代わる現代の和をミニマルな抽象に表現した。制作は「部屋に庭を飾る」というコンセプトによって、近年では公共的空間、ホテルやレジデンス、レストラン、病院など、人の集う空間、いわゆるパブリックアートの制作に注力し、中山英之氏の設計デザインによる中国府邸菜・厲家菜 銀座の客室の絵画制作を担当。その他、国内外のさまざまな施設へのコミッションワークを手がけている。
日本国内と同時に、ニューヨーク、ロンドンなどのセレクト展にも参加し、2015年にはロンドンのギャラリーが主催した"Griffin Gallery Open" Winsor & Newton Painting Prizeにおいてはファイナリストに選出された。また東南アジア・シンガポールなどへ活動の場を広げ、2019年にはベトナムのハノイで開催された、アジア圏各国の作家を一堂に会し、その作品を展示したベトナム政府主催の「The Exhibition of Finest Art Works From Representative Asian Artist in Hanoi - Vietnam 2019 」において唯一の日本人作家として招聘された。
また、米国より帰国後、作品制作の活動と同時に、ニューヨークで過ごした修復スタジオをモデルに、都内港区で修復工房を立ち上げ、Tokyo Conservationを主宰している。美術館や博物館、公共施設や企業美術、さらにギャラリーから個人コレクターまで、さまざまな絵画修復の案件をスタッフと共に取り組んでいる。また修復の対象の一つであった戦時下の戦争記録画の調査や編さんが起点となり、母親の見た空襲の「炎色」の記憶を表現した独自の絵画展「記憶の色を保存する炎と灰のモンタージュ」展を2023年に原爆の図丸木美術館、翌年に飯能市立博物館、そして翌2025年には作家の在住地である都内、港区立郷土歴史館に於いて巡回開催している。

## 個展
- 2000：「Reflective Burn」（美術会館ギャラリー青羅・東京）
- 2001：「Reflective Burn　2nd」（江寿画廊・京都）、「尾形純展」（かねこあーと・東京）
- 2002：「尾形純展」 （小野画廊・京橋／東京）
- 2003：「Works on paperドローイング展」（ＮＣアートギャラリー・東京）、「開廊３周年記念展／尾形純展」（ＮＣアートギャラリー・東京）
- 2004：「Reflective Burn」（ＮＣアートギャラリー・東京）
- 2005：「尾形純展」（ギャラリー２１＋葉・東京）
- 2008：「和温の霊び」尾形純作品展２００３～２００８（DOKA contemporary Arts・東京）
- 2009：「焼き付く形象～余韻の境地」（ギャラリーラトゥリエ・東京）
- 2010：尾形純展「ZEN GARDEN」（Tobin Ohashi Gallery・東京）
- 2011：尾形純展「花影」（銀座三越８階ギャラリー・東京）
- 2012：尾形純展「利休庭園 -RIKYU TEIEN-」（銀座三越８階ギャラリー・東京）、尾形純展「禅之庭 -ZEN GARDEN-（Frederick Harris Gallery 東京アメリカンクラブ・東京）
- 2013：尾形純展「INFINITY」（Tobin Ohashi Gallery・東京）
- 2014：zen garden －眺むる庭－（FEI ART MUSEUM YOKOHAMA・横浜）、－禅の庭－ 尾形純 新作個展（Tobin Ohashi Gallery・東京）
- 2015：幽玄の庭 -Quiet Beauty-（Hideharu Fukasaku Gallery Roppongi・東京）
- 2016：尾形 純 個展“花影”（Tobin Ohashi Gallery・東京）
- 2017：Art in Living -尾形純展-（オリエ アートギャラリー・東京）
- 2018："IMAGE DE FLEUR 花影" Jun Ogata solo exhibition（Y2ARTS・シンガポール）、「花筏（ハナイカダ）」 尾形 純 新作展（Tobin Ohashi Gallery・東京）
- 2019: 尾形純展「仮山」（永井画廊・東京）
- 2020: 尾形純展「曲水・GOKUSUI」（オリエアートギャラリー）
- 2021：「CORAL GARDEN」Jun Ogata solo exhibition (WALLS TOKYO.東京）
- 2022：「BLOOM IN GARDEN]Jun Ogata solo exhibition (WALLS TOKYO.東京）
- 2023：東京大空襲・記憶の色を保存する「炎と灰のモンタージュ」尾形純展（原爆の図丸木美術館）　　　                                               尾形純絵画展「月冴ゆる庭」（韮崎大村美術館）
- 2024：飯能市平和都市宣言記念展 記憶の色を保存する 炎と灰のモンタージュ -尾形純が描く飯能から見た東京大空襲- (飯能市立博物館 きっとす) 　BLOOM IN GARDEN II JUN OGATA×KAZAN (WALLS TOKYO)
- 2025:　港区平和都市宣言40周年 平和展「記憶の色を保存する 炎と灰のモンタージュ 尾形純が描く東京大空襲」（港区立郷土歴史館）

## 主なグループ展
- 2000：第五回アート公募入選作品展（ギャラリーＳＯＫＯ・東京）
- 2003：ジャパンコンテンポラリーアート展（徳島そごう美術画廊）
- 2004：ビエンナーレ KUMAMOTOⅡ（熊本市長賞受賞・熊本県立美術館本館）
- 2005：ＮＡＵ２１世紀美術連立展（東京都美術館）、平澤アートフェスティバル（平澤湖芸術館・韓国）、第一回ＮＣアート現代展（ＮＣアートギャラリー・東京）
- 2006：日韓現代美術展－感動と上昇の投影－（ギャラリーアーチストスペース・東京）、第三回国際アンサンアジアアートフェア（南松美術館・韓国）、ARTEX New York 2006（WARD‐NASSE GALLERY・ニューヨーク・奨励賞受賞）、菊池武彦×尾形純 展（DOKA contemporary Arts・東京）
- 2007：2007日韓現代美術100人展・表現と意思そして歓喜（ギャラリーアーチストスペース・東京）、日韓現代美術展（ギャラリーパウゼ・東京）、「GREEN」スウェーデン日本芸術交流展（府中市美術館・東京）
- 2008：「ギャラリー２１＋葉の９３５０日」展（ギャラリー２１＋葉・東京）、「Each Artist Each Moment」（横浜そごう美術画廊）、「Each Artist Each Moment （船橋西武百貨店美術画廊）、「融合　今あおについて」スウェーデン日本芸術交流展（京都市美術館）、「アジアの新しい跳躍」展　SILK Gallery 駐韓日本大使館 公報文化院／韓国
- 2009：「Reality Gallery American Slide-All」（NY STUDIO GALLERY・ニューヨーク）、「Power of Red （Asian Collection・東京）
- 2010：尾形純・田内万里夫「ZEN GARDEN SHOW」（ANAインターコンチネンタルホテル東京 ・by Asian collection）、CAF.N 横浜展（横浜市民ギャラリー）、「HITOSHI'S EYE」・「Soul of Color 」(Asian Collection・東京) 、ART OSAKA 2010（堂島ホテル・906 Asian Collection Contemporary Art Gallery）、「Contemporary Art from Japan」（ソーデルテリエ市立ルナ・アートホール、スウェーデン）、「今日の反核反戦展2010」（丸木美術館・埼玉）
- 2011：アートフェア京都（ホテルモントレ京都・ギャラリーラトゥリエ）、International Art Fair（Tobin Ohashi Gallery・東京）、神戸アートマルシェ2011（神戸メリケンパークホテル）
- 2012：「JAPANATION」（Tobin Ohashi Gallery・東京）、「ART in LIFE」（銀座三越８階ギャラリー・東京）、「"WORKS ON PAPER NYC" A International Juried Exhibition」（Jeffrey Leder Gallery・ニューヨーク）、「Soft Launch - KAOMISE」（Nikei Fine Art・シンガポール）、「Art Expo Malaysia 2012」Malaysia
- 2013：「アジアの息吹 ASIAN BREEZE」 （銀座三越８階ギャラリー・東京）、「第52回　ミニヨン展」 （日動画廊・東京）
- 2014：「見ること・描くこと」―油画技法材料研究室とその周縁の作家たち（東京藝術大学大学美術館）、「第53回　ミニヨン展」（日動画廊・東京）、"LIVING WITH ART"展（Tobin Ohashi Gallery・東京）
- 2015："Winter Open House Gallery / Sunday Art Event"展（Tobin Ohashi Gallery・東京）、ギャラリー開廊10周年記念展（Tobin Ohashi Gallery・東京）、"Griffin Gallery Open" Winsor & Newtonペインティングプライズ・ファイナリスト（Griffin Gallery・ロンドン）、青木繁「海の幸」オマージュ展（永井画廊・東京）、"Director's Choice: From Virtual To Actual 4" (Viridian Artists・ニューヨーク)、「第54回　ミニヨン展」（日動画廊・東京）
- 2016：オリエ30×30cmアート展　Rich Seasons II（オリエ アート・ギャラリー・東京）、「第55回　ミニヨン展」（日動画廊・東京）
- 2017：「間の構造 ―虚空をよみとる―」（岩﨑ミュージアム・神奈川）、"Japanation Exhibition"（Tobin Ohashi Gallery・東京）、"Affordable Art fair Singapore"（F1 Pit Building・シンガポール）
- 2018："Affordable Art fair Singapore"（Y2Artsブース・F1 Pit Building・シンガポール）
- 2019：VOICES OF THE FUTURE（Y2Arts・シンガポール）、"Black and White Exhibition"（Tobin Ohashi Gallery・東京）、The Exhibition of Finest Art Works From Representative Asian Artist in Hanoi - Vietnam 2019 （Vincom center for Contemporary Art・ハノイ・ベトナム）

## 受賞歴
- 1991：武蔵野美術大学卒業制作優秀作品展・優秀賞[7]
- 2004：ビエンナーレ KUMAMOTOⅡ・熊本市長賞[8]
- 2006：ARTEX New York 2006・奨励賞[9]
- 2015："Griffin Gallery Open" Winsor & Newtonペインティングプライズ・ファイナリスト（Griffin Gallery・ロンドン）[8]

## パブリックアート・パブリックコレクション
- 韮崎大村美術館
- 紫雲湖リゾートホテル（中国江蘇省常州市）
- 琉球ホテル＆リゾート 名城ビーチ
- 旧軽井沢ホテル音羽ノ森[10]
- ホテルメトロポリタン鎌倉[11]
- リッチモンドホテル 姫路
- 相鉄フレッサイン 東京六本木
- 厲家菜 銀座　（建築家中山英之氏の設計による空間の客室の絵画を担当）[9]
- シェラトン都ホテル東京
- グランフロント大阪オーナーズタワー
- ANAインターコンチネンタルホテル東京
- ザ・パークハウス グラン 三番町
- S氏別邸[9]
- 医療法人財団 蔦の木会 南晴病院[9]
- ドレッセWISE たまプラーザ
- 箱根リトリート före（fore、フォーレ）

## 出版
- 尾形 純 作品集 十の庭 〜庭に宿る抽象〜[12]
- 尾形仮山 作品集 GOKUSUI 「曲水」[13]